# Франческо Еріццо
Франческо Еріццо (італ. Francesco Erizzo) — 98-й венеційський дож у 1631—1646 роках.

## Біографія
Належав до родини «нових патриціїв» з Істрії. Був другим з чотирьох дітей Бенедетто Еріццо і Марини Контаріні. Він навчався в Падуанському університеті, відвідуючи курси філософії та риторики, але так і не здобув докторського ступеня. 1590 року увійшов до колегії «мудрих ордену» — органу без дорадчих повноважень для підготовки молодих патриціїв до управління. Цю посаду він обіймав протягом 6 місяців у 1592, 1593 і 1594 роках.
11 березня 1595 року його було обрано разом з Крістофоро Вальє синдіком Далмації з завданням контролювати ректорів (намісників міст) цього регіону. У звіті, який вони представили Сенату в 1596 році, описується катастрофічна ситуація з економічної точки зору через занепад соляних копалень, конкуренції Спліту з боку Анкони і Бара, погіршення майнового стану населення, погіршення демографії. Разом з тим було недооцінена загроза з боку ускоків. 25 травня 1599 року його відправили до Сало проведитором (військовим комісаром) і капітаном Рив'єри Брешіана, де він перебував до 24 листопада 1600 року.
З 1601 до 1605 року входив до колегії «мудрих материка», що опікувалася питаннями північноіталійських володінь Республіки. У 1605—1607 року був лейтенантом князівства-патріархії Аквілейської (Патрії делдь Фріулі). У 1608—1610 року чергував піврічні посади у колегіях «мудрих материку» і «мудрих з торгівлі». На останній посаді опікувався проблемами конкуренції англійських і голландських торгівців у Адріатичному морі.
У січні 1611 року Еріццо був призначений на посаду депозитарія монетного двору, після чого він приєднався до Ради десяти. 1612 року увійшов до Ради старійшин. У 1612—1613 роках був одним з вищих проведиторів, що відповідав за постачання зерна. У наступні роки знову опікувався монетним двором й був членом Ради старійшин. 1615 року стає проведитором Пальманови, важливого міста під час ускокської війни, де зміг забезпечити основні сили військами та харчами, продемонструвавши чудові організаторські здібності.
1617 року призначається генеральним проведитором Криту, але невдовзі призначення скасовано й відправлено польовим проведитором до Брешиї. 22 грудня 1618 року його було обрано прокуратором de ultra Святого Марка. 1619 року призначається проведитором флоту, де повинен був допомагати генерал-капітану моря Лоренцо Веньєру у боротьбі проти неаполітанського віцекороля Педро Тельєс-Хірона.
1621 року став одним з очільників посольства до імператора Фердинанда II, де Еріццо було висвячено на лицаря. 1622 року стає генеральним проведитором Терраферми (північноіталійських володінь). Головним завданням було наглядати за Альпійськими перевалами, оскільки у Граубюндені відбувалися заворушення. 1625 року знову стає генеральним проведитором терраферми, де підготував укріплення та війська в умовах війни за мантуанську спадщину, що насувалася. Після невеликої перерви у 1627 роі знову обійняв цю посаду, але не виявив якихось здібностей в умовах бойових дій проти іспанської армії. Втім його наступник Дзаккарія Сагредо зазнав поразки у битві біля Валеджо, тому Франческо Еріццо втретє обійняв посаду генерального проведитора. В умовах чуми намагався не втягуватис я убитви, залишаючись біля Верони.

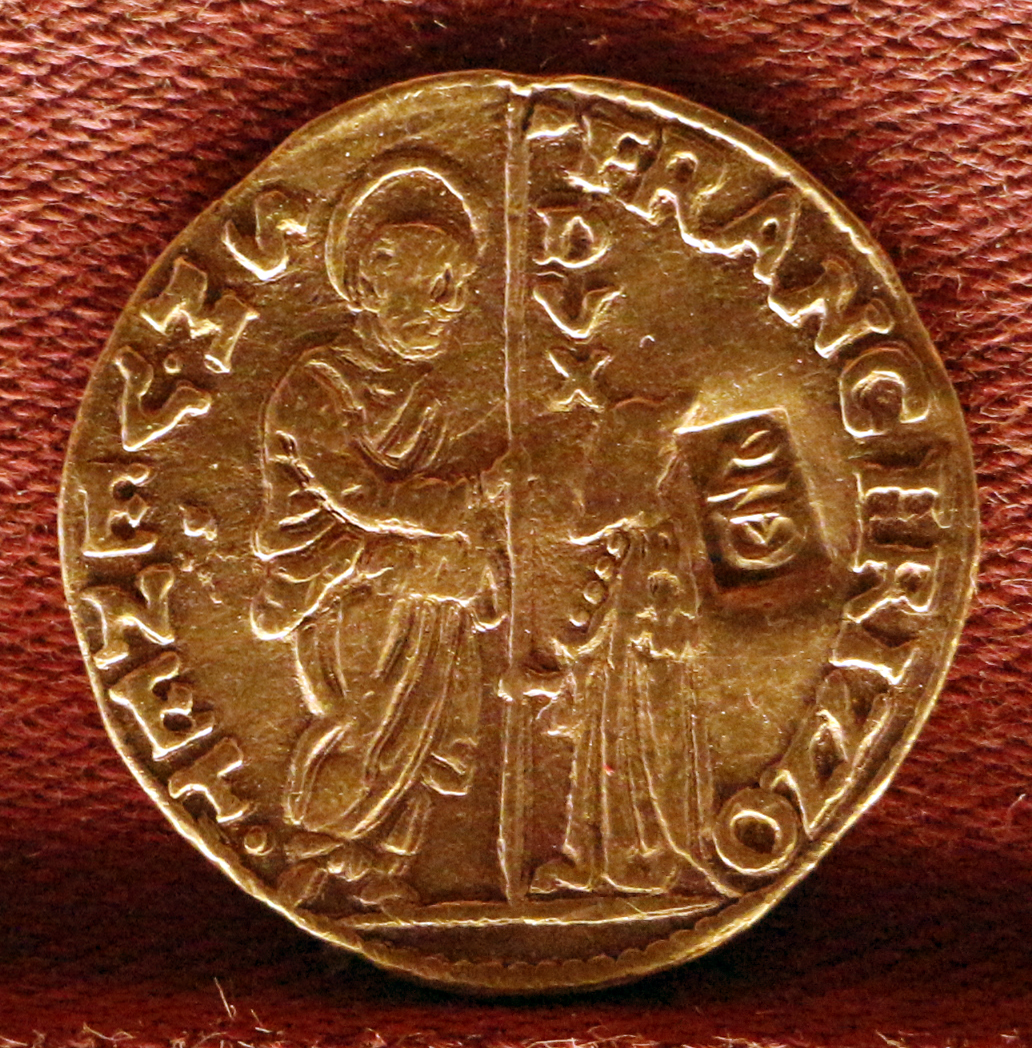
Цехін Франческо Еріццо

10 квітня 1631 року обирається дожем 40 голосами з 41 Ради сорока, хоча історик Клаудіо Рендіна оголосив ці вибори фальсифікованими. Єдиний голос проти був поданий за Реньє Дзено, відомого своєю непідкупністю.
З огляду на бубонну чуму, яка тоді ще вирувала, обрання Еріццо не супроводжувалося звичайними святкуваннями. Чума остаточно вщухла в листопаді 1631 року. Дож наказав, щоб Венеція святкувала свято Введення у храм Діви Марії як Свято Богоматері Здоров'я, під час якого міські чиновники проходять парадом від собором Сан-Марко до Салюте у сестьєре Дорсодуро для служби подяки за позбавлення від чуми. Ця традиція дотримується у Венеції й тепер.
1637 року відкрився театр Сан-Кассіано, що став  першим публічним оперним театром у Європі. 1640 року відкрився театр Сан-Мойзе. У Прокурації було відкрито перші гральні зали (рідотті), які стали доволі популярними.
1641 року Венеція виступила у війну за Кастро на боці пармського герцога Одоардо Фарнезе проти папи римського Урбана VIII. Війна для союзників була вдалою й завершилася Феррарським миром 1644 року, за яким Фарнезе отримав герцогство Кастро.
1645 року османський флот висадився на Криті, почавши Кандійську війну. Через зволікання надходження об'єднаного флоту Тоскани, Неаполя, Мальти і Папської держави, що мав прийти на допомогу венеційським залогам на острові, османські війська спочатку здобули низку перемог. В цей час Франческо Еріццо звернувся до Сенату з проханням призначити його генерал-капітаном моря. Але він помер лише через місяць після свого військового призначення, 3 січня 1646 року. Його було поховано у церкві Сан-Мартино-ді-Кастелло.